# Bayerische Ostbahn D 13 und D 14
Die D 12 und D 13 der Bayerischen Ostbahn waren kleine 2/2-gekuppelte Nebenbahntenderlokomotiven. Sie erhielten nach der Verstaatlichung der Ostbahn von der Bayerischen Staatsbahn die Gattungsbezeichnung D II und wurde so den Lokalbahnloks D III der Staatsbahn zugeordnet.
Die beiden Maschinen mit den Namen Deggendorf und Bayr. Wald wurden 1866 von Maffei für die Deggendorf-Plattlinger Eisenbahn gebaut und erhielten die Nummern D 13 und D 14 erst nach der Betriebsübernahme durch die Ostbahn im Jahre 1872.
Die Lokomotiven besaßen einen inneren Füllrahmen. Zwischen den Rahmenwangen befand sich der Wasserbehälter. Der Kessel war domlos, der Regulator war in der Rauchkammer angeordnet. Die Bronzeschieber wurden von einer äußeren Stephensonsteuerung über eine schräge Schieberschubstange bewegt. Der Führerstand wurde im Lieferzustand durch eine Frontwand und ein Dach geschützt, die später durch Seiten- und Heckwände zu einem vollständigen Führerhaus ergänzt wurden.
Als die Bahnstrecke Plattling–Deggendorf bei Eröffnung der Linie Plattling–Deggendorf–Eisenstein 1877 aufgelassen wurde, wurden die beiden Maschinen einer anderen Verwendung zugeführt. Die Deggendorf versah den Pendeldienst auf dem kurzen Verbindungsstück Geiselhöring–Sünching, die Bayr. Wald wurden auf der Strecke Miltenberg–Amorbach eingesetzt. Beide Lokomotiven wurden 1895 ausgemustert.